# Park Jang-hyuk
Park Jang-hyuk (kor. 박장혁; ur. 31 października 1998 w Seulu) – południowokoreański łyżwiarz szybki specjalizujący się w short tracku, wicemistrz olimpijski z Pekinu 2022, wicemistrz świata juniorów.

## Życie prywatne
Mieszka w Seulu. Studiował na Koreańskim Narodowym Uniwersytecie Sportu.

## Wyniki

### Igrzyska olimpijskie
| Rok  | Gospodarz | 500 m | 1000 m | 1500 m | sztafeta mężczyzn | sztafeta mieszana |
| ---- | --------- | ----- | ------ | ------ | ----------------- | ----------------- |
| 2022 | Pekin     | —     | 10     | 7      | 2                 | 9                 |

### Mistrzostwa świata juniorów
| Rok  | Gospodarz           | 500 m | 1000 m | 1500 m | wielobój | sztafeta |
| ---- | ------------------- | ----- | ------ | ------ | -------- | -------- |
| 2018 | Tomaszów Mazowiecki | 19    | 2      | 3      | 3        | 19       |